# Ромер, Адам
Адам Ромер (Romer, возможно Rymarczak, Rymarz) 1566 — ок. 1616/1618) — польский писатель, теолог, священник церкви святого Николая в Стенжица-инська, профессор Краковского университета.
Поступил в Краковский университет зимой 1577/1578 года. Степень бакалавра получил в 1583 году. Магистерскую диссертацию защитил в 1585. Комментировал классических авторов: Цицерона, Горация, Вергилия, Аристотеля.
С 1588 года работал учителем грамматики в частных школах и Новодворском колледже. В 1590 году опубликовал учебник латинской грамматики De ratione recte eleganterque, scribendi ас loquendi libri III.
К 1602 году получил степень бакалавра теологии. В это же время выступает с критико порядков в Краковском университете, в том числе в судебных процессах. В 1610 году опубликовал комментарий к речам Цицерона, снабдив пространным предисловием с критикой университета, за что был обвинён ректором в клевете на профессоров. Был изгнан с кафедры и лишен статуса профессора, книга подлежала изъятию.
Осенью 1610 года уехал в Падую, затем в Рим, где должен был получить степень доктора теологии, однако подтверждения этому нет. В Польшу вернулся в 1611 году, епископским судом был восстановлен в должности и очищен от обвинений ректора. В последние годы работал над богословским трактатом, текст которого не сохранился.

## Избранные труды
- De ratione recte eleganterque, scribendi ас loquendi libri III (Краков, 1590)
- De informando oratore libri III (Краков, 1593)
- M. T. Ciceronis orationes etc. (Краков, 1610)